# Michał Kurtyka
Michał Tadeusz Kurtyka (Cracóvia, 20 de julho de 1973) é um manager, economista e funcionário público polaco, atualmente Ministro do Clima e Ambiente. É um tecnocrata e uma figura apartidária.

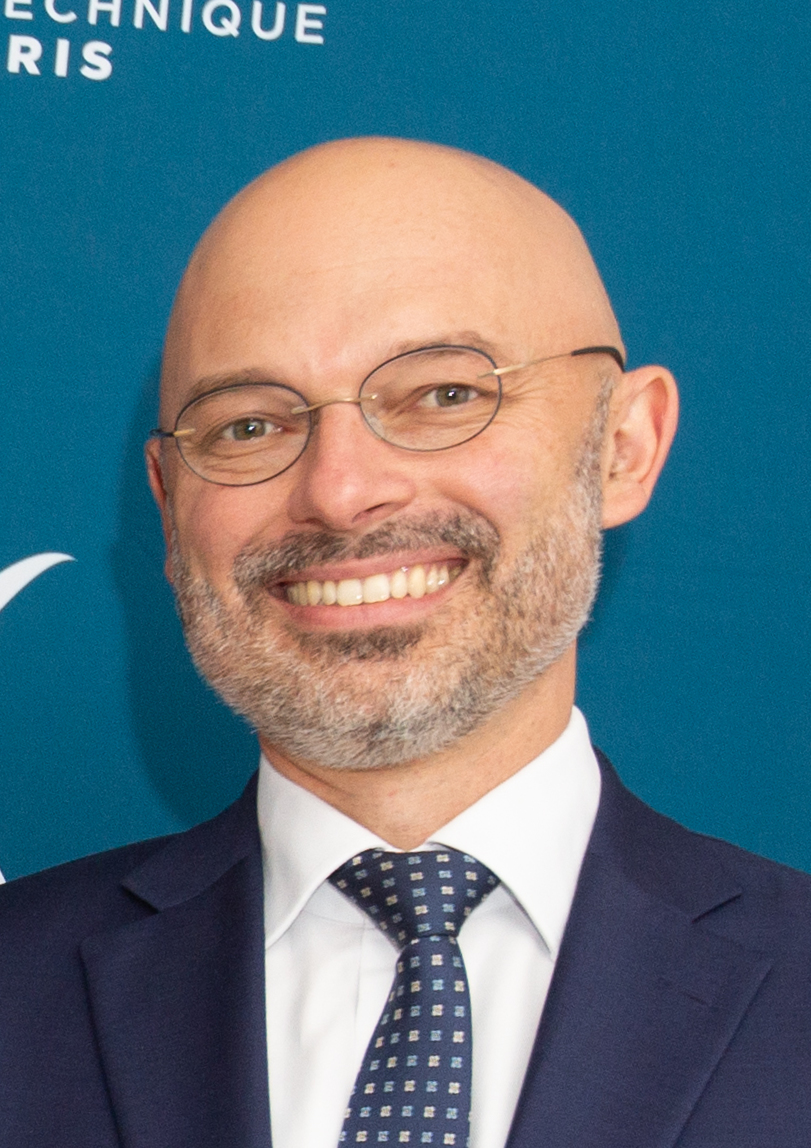
Michał Kurtyka

## Carreira académica
Formado pela prestigiosa École Polytechnique parisiense e bolsista na área de ótica quântica do National Institute of Standards and Technologies em Washington, DC, onde trabalhou sob a liderança de William D. Phillips, Prémio Nobel de Física. No decorrer dos seus estudos, também se especializou em economia, com particular enfoque na organização de mercados, tendo sido aluno do professor Jean Tirole, Prémio Nobel de Economia em 2014. No campo da economia internacional, estudou na Universidade de Louvain-la-Neuve e obteve diploma de mestrado na Escola de Economia SGH de Varsóvia. Defendeu a tese de doutoramento na Universidade de Varsóvia. Foi professor na área de gestão da mudança, economia, organização de mercado e estratégia industrial na Universidade de Varsóvia, no Collegium Civitas e no Oxford Programme On Modern Poland. É coautor do conceito de implementação de mudanças efetivas numa empresa, descrito no livro "Zarządzanie zmianą. Od strategii do działania" (“Gestão de mudança. Da estratégia à ação”), bem como o autor do livro "Od restrukturyzacji do modernizacji. Opóźniona transformacja polskiego sektora elektroenergetycznego w latach 1990-2009” (“Da reestruturação à modernização. Transformação retardada do setor elétrico polaco em 1990-2009").

## Carreira profissional
Começou a sua carreira profissional no Gabinete do Comité para a Integração Europeia, na equipa do Ministro Jan Kułakowski - responsável pela condução das negociações de adesão à União Europeia - onde liderou a equipa analítica e foi diretamente responsável pela área da energia e transportes. Mais tarde, supervisionou a modernização de muitas empresas polacas, apoiando-as na adaptação aos desafios dos mercados europeu e global. Foi promotor da cooperação europeia na área da mudança industrial e do ajustamento da indústria europeia aos desafios da globalização na European University of Labor e na Dublin Foundation.

É o autor do programa governamental para o desenvolvimento da eletromobilidade na Polónia, descrito pela primeira vez como um conceito no livro "New Electricity and New Cars" que escreveu juntamente com o professor Leszek Jesień entre 2013 e 2015.

## Carreira política
A partir de 1 de janeiro de 2016, foi Secretário de Estado do Ministério da Energia, onde foi diretamente responsável pelo desenvolvimento tecnológico e implementação de inovações no setor da energia, implementação da política climática e energética no setor dos combustíveis e gás, conduzindo relações internacionais com países e organizações internacionais. Foi também responsável pela supervisão da participação do Estado nas maiores empresas energéticas polacas da indústria de petróleo e gás, como Orlen, Lotos e PGNiG. Foi o criador do “Plano de Desenvolvimento da Eletromobilidade” e a partir daí orientou a criação da Lei da Eletromobilidade e Combustíveis Alternativos, graças à qual essas formas de transporte poderão ser desenvolvidas de forma dinâmica.
Em 27 de abril de 2018, foi nomeado o Plenipotenciário do Governo para a Presidência da COP24 - a Cimeira do Clima das Nações Unidas na Polónia. Em 2 de dezembro de 2018, assumiu a Presidência da COP24, que terminou com sucesso. Na 24ª cimeira do clima da ONU, a comunidade internacional concordou com o livro de regras de Katowice, implementando o Acordo de Paris.

A partir de julho de 2018, ocupou o cargo de Secretário de Estado do Ministério do Ambiente.

Em 15 de novembro de 2019, foi nomeado Ministro do recém-criado Ministério do Clima, transformado em outubro de 2020 no Ministério do Clima e do Ambiente.